# Associação Duarte Tarré
A ADT - Associação Duarte Tarré é uma entidade sem fins lucrativos, fundada em 2011 por Manuel Tarré e família, em memória do seu filho Duarte Tarré, estudante no 3º ano no Instituto Superior de Contabilidade e Administração de Lisboa (ISCAL), que perdeu a vida subitamente com apenas 20 anos, em 2011.

## História
O pai Manuel Tarré e os irmãos, bem como de mais família e amigos, perante a fatalidade do acontecimento decidiram que iriam fazer tudo para perpetuar e homenagear a personalidade de Duarte Tarré, um jovem que se caracterizou pelo dinamismo próprio da idade, mas acima de tudo pela grande vontade em, sempre que possível, ajudar os que estavam à sua volta. Neste sentido, todos os anos Manuel Tarré doa a título pessoal, através da ADT, o valor total para a atribuição de 24 bolsas de estudos para estudantes do ensino superior. 

## Missão
A ADT – Associação Duarte Tarré surgiu assim com o propósito de dar continuidade ao espírito generoso de Duarte Tarré, tendo como missão apoiar jovens estudantes, com sucesso escolar acima da média, que se sintam motivados para a excelência, mas que apresentam dificuldades económicas para perseguir os seus sonhos com sucesso e a sua vontade de fazer mais.
A ADT - Associação Duarte Tarré concede anualmente bolsas de estudo para ajudar a suportar as despesas financeiras de jovens inscritos em licenciaturas, mestrados e doutoramentos do ensino superior. 

## Parceiros
A associação conta com algumas instituições parceiras do ensino superior, tais como, o ISCAL – Instituto Superior de Contabilidade e Administração de Lisboa, instituição onde o Duarte estudava, o Instituto Universitário de Lisboa (ISCTE-IUL), e outras instituições académicas especializadas nas mais diversas áreas de estudo (exemplo: medicina, agronomia, desporto, etc.).
A convite do pai Manuel Tarré, a ADT conta com um conjunto de “padrinhos” que de forma generosa e descomprometida acompanham a trajetória académica de cada um destes jovens, dando-lhes conselhos e orientando-os para as melhores decisões ao longo do seu percurso académico e de vida.
Desde a sua criação a ADT – Associação Duarte Tarré já abriu a candidatura para 73 bolsas. Muitos dos quais reconhecem a grande importância que esta bolsa de estudo teve para o seu percurso académico. 

## Candidaturas às Bolsas de Estudo
Anualmente, os estudantes do ensino superior, com idade até aos 25 anos que pretendam ter acesso a uma bolsa de estudo, devem candidatar-se entre setembro e outubro (em datas a anunciar todos os anos no site da ADT) comprovando ter um sucesso escolar acima da média e dificuldades em colmatar as necessidades financeiras. 

## Diploma
O Presidente do Instituto Politécnico de Lisboa, Professor Doutor Luis Manuel Vicente Ferreira, concedeu a Duarte Tarré, aluno do ISCAL a titulo excecional e póstumo a Medalha de Prata de Valor e Distinção daquela instituição de ensino superior politécnico. 

## Ligações Externas
ADT – Associação Duarte Tarré
ISCAL
ISCTE-IUL